# Хивел ап Каделл
Хайвел II Да (Добрый) ап Ка́делл (валл. Hywel II Dda ap Cadell, или просто Hywel Dda) (ок. 880—950) — правитель большой части Уэльса, изначально властитель Дехейбарта (Диведа), королевства на юго-западе страны. Отец Хивела, Каделл, был сыном Родри Великого и родоначальником династии Диневур.
Хивел был одним из самых успешных правителей Уэльса до нормандского завоевания. Главным его достижением считается составление кодекса валлийских законов, известных как Законы Хивела Доброго (Cyfraith Hywel Dda).

## Биография

### Ранние годы
Хивел родился примерно в 880 году. Он был младшим сыном Каделла, правителя Сейсиллуга, сына Родри Великого. У него был брат, Клидог, который был, вероятно, младшим из двух. Позже Хивел заключил брак с Элейн, предполагаемой наследницей короля  Лливарха ап Хивайда из Диведа, который впоследствии использовался для оправдания царствования его семьи над этим королевством. В 905 году Каделл, отец Хивела, захватил Дивед и убил тамошнего правителя, Родри, дядю Элейны, в битве при Арвистли. Либо же он был казнён обезглавливанием по приказу Каделла. Так Хивел стал править Диведом.
После смерти Каделла, а произошло это по разным данным в 900, 907, 909 или около 911 года, его земли в Сейсиллуге, по-видимому, были разделены между двумя его сыновьями Хивелом и Клидогом.

### Достижения

Уэльс во времена Хивела Доброго
Владения Хивела
Моргануг

#### Возникновение Дехейбарта
Хивел и Клидог, похоже, правили Сейсиллугом совместно, после смерти своего отца, и совместно подчинялись Эдуарду Старшему в 918 году. Тем не менее, Клидог умер в 919 году, по другим данным в 914 или же в 917 году он был убит их третьим братом - Мейригом. В связи с этим, Хивел объединил Дивед и Сейсиллуг в единое царство, известное как Дехейбарт. Это стало первым значительным событием его правления.

#### Мир с англосаксами
Правление Хивела было необычно мирным для того времени. Это связано во многом с тем, что у него установились хорошие отношения с Этельстаном, правителем Уэссекса — настолько хорошие, что Хивел даже чеканил свою монету в английском Честере. Он был единственным валлийским правителем, чеканившим собственную монету. Он внимательно изучал юридическую систему англосаксов, а также в 928 году совершил паломничество в Рим (там он мог встретиться с одним из действовавших в то время пап: Иоанном X, Львом VI или Стефаном VII), что, вероятно, повлияло на его идеи об управлении.
Не все историки согласны в вопросе о том, почему Хивел искал союза с Этельстаном. Дж. Э. Ллойд видел в нём искреннего англофила и подражателя королям Уэссекса, в то время как Д. П. Кирби полагал Хивела прагматиком, слишком хорошо понимавшим расстановку сил в Британии середины X века.. Отметим, что одного из своих сыновей Хивел назвал саксонским именем Эдвин.

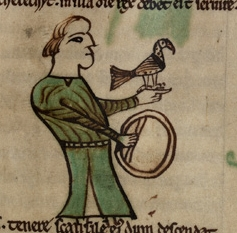
Изображение сокольничего на полях рукописи Peniarth 28

Политика Хивела по отношению к Англии явно нравилось не всем его подданным. Ивор Уильямс полагал, что именно ко времени правления Хивела в Дехейбарте относится создание поэмы Armes Prydein («Пророчество Британии»), призывающей валлийцев присоединиться к союзу всех неанглийских народов Британии, направленному против саксов. Вероятна связь поэмы с союзом скандинавских и кельтских правителей, выступивших против Этельстана и Эдмунда в битве при Брунанбурге. Валлийцы в этом союзе не участвовали, и это, вероятно, объясняется как раз влиянием Хивела; с другой стороны, Этельстана он также не поддержал.

#### Законы
Примерно в 945 году в Уитленде (Хенди-Гвин-на-Тав, ныне графство Кармартеншир) собрался своеобразный парламент, который кодифицировал валлийские законы на основе обычного права. В их составлении принимал участие известный писец Блегиврид. После смерти Хивела в 950 году его королевство было разделено на три части: Гвинед вновь отошёл потомкам Идвала Лысого, а Дехейбарт поделили сыновья самого Хивела. Законы Хивела, напротив, сохранились и активно использовались в Уэльсе вплоть до XVI века, когда их действие было отменено при Генрихе VIII. Один из списков законов, рукопись Peniarth 28, известная своими иллюстрациями на полях, хранится в Национальной библиотеке Уэльса в Аберистуите, а её фотографии выложены в интернет. Ещё один список законов сохранился в Чёрной Книге из Чирка.
Университет Уэльса ежегодно присуждает Премию Хивела Доброго за исследования в области средневекового права.

### Последние годы
За 936 год, в Хронике Принцев Уэльса, сообщается, что Хеннирт и Мейриг, сыновья Клидога, умерли. Однако в живых все еще были его два сына Хиваит и Кадвайл, а также сыновья Мейрига, брата Хивела, - Ионавал и Идвал. Последний, согласно Гвентианской Хронике находился в Гламоргане, в изгнании, у сыновей Моргана Старого.
В 942 году двоюродный брат Хивела, Идвал Лысый, король Гвинедда, решил сбросить английское господство и взялся за оружие против нового английского короля Эдмунда. Идвал и его брат Элиседд были убиты в битве против сил Эдвина. По обычаям корона Идвала должна была перейти к его сыновьям, но вмешался Хивел. Он послал Иаго и Иейава в изгнание и утвердил себя как правителя над Гвинедом, что также, вероятно, дало ему контроль над Поуисом, которое находилось под властью Гвинедда. Таким образом, Хивел стал королем почти всего Уэльса, за исключением Гливисинга и Гвента на юге.
Власть Хивела была жестокой, но он достиг договоренности с Этельстаном, в которой они управляли частью Уэльса совместно. Такова была взаимосвязь между соседними странами, что Хивел смог использовать монетный двор Этельстана в Честере для производства собственных серебряных монет.
Согласно Анналам Камбрии, Хивел умер в 950 году. Согласно же Хронике Принцев Уэльса и Гвентианской Хронике, он умер в 948 году.

### Семья
Был женат на Элейне ферх Лливарх, у них было несколько сыновей:
- Дивнуал (ум.в 951)
- Родри (ум.в 951/954)
- Эдвин (ум.в 952), возможно от англичанки[19]
- Оуайн (ум.в 987/988)
- Рин[20], лорд Кардигана[21]
- Эйнион[22][19]
- Маредид[22]
- Кум[22], лорд Англси[21]
- Райн[19] (род.ок.900[23])

А также дочь:
- Анхарад[19], замужем за Тюдором Тревором, правителем Глостера.[21]